# Bibliothèque de l'abbaye de Saint-Gall
Pour les articles homonymes, voir Saint-Gall (homonymie).
La Bibliothèque abbatiale de Saint-Gall (aussi: Bibliothèque de l'abbaye de Saint-Gall, fondée au VIIIe siècle, et reconstruite au XVIIIe siècle en style baroque rococo, est une des plus importantes et anciennes bibliothèques monastiques du monde (avec entre autres la Bibliothèque apostolique vaticane). Elle fait partie de l'abbaye de Saint-Gall du VIIe siècle et de son abbatiale, à Saint-Gall, en Suisse alémanique. 
Dédiée à Saint Gall de Suisse et Saint Othmar de Saint-Gall, l'ensemble de l'abbaye est inscrit parmi les premiers sites au patrimoine mondial de l'Organisation des Nations unies pour l'éducation, la science et la culture (UNESCO) en 1983, à titre « d'exemple parfait de grand monastère carolingien du Saint-Empire romain germanique ». L'abbatiale et la bibliothèque sont également inscrites à l'Inventaire suisse des biens culturels d'importance nationale et régionale.

## Historique
Cette bibliothèque bénédictine est fondée par l'abbé Waldo de Reichenau (740-814) dans l'actuelle vieille ville de Saint-Gall, à l'époque de la création des États pontificaux en 754 par la donation de Pépin (de Pépin le Bref) au pape Étienne II, et au moment de la fondation officielle de l'Empire carolingien / Saint-Empire romain germanique par le sacre de l'Empereur Charlemagne du 25 décembre 800 à la Basilique Saint-Pierre de Rome. Cette bibliothèque est l'une des plus anciennes et des plus importantes bibliothèques monastiques du monde, école monastique, et un des plus importants scriptorium (centre d'écriture, de copistes et d'enluminure du Moyen Âge), avec près de 160 000 ouvrages originaux dont 2 100 manuscrits copiés entre le VIIIe siècle et le XVe siècle, 1 650 incunables et de nombreux codex, vieux livres et documents imprimés.

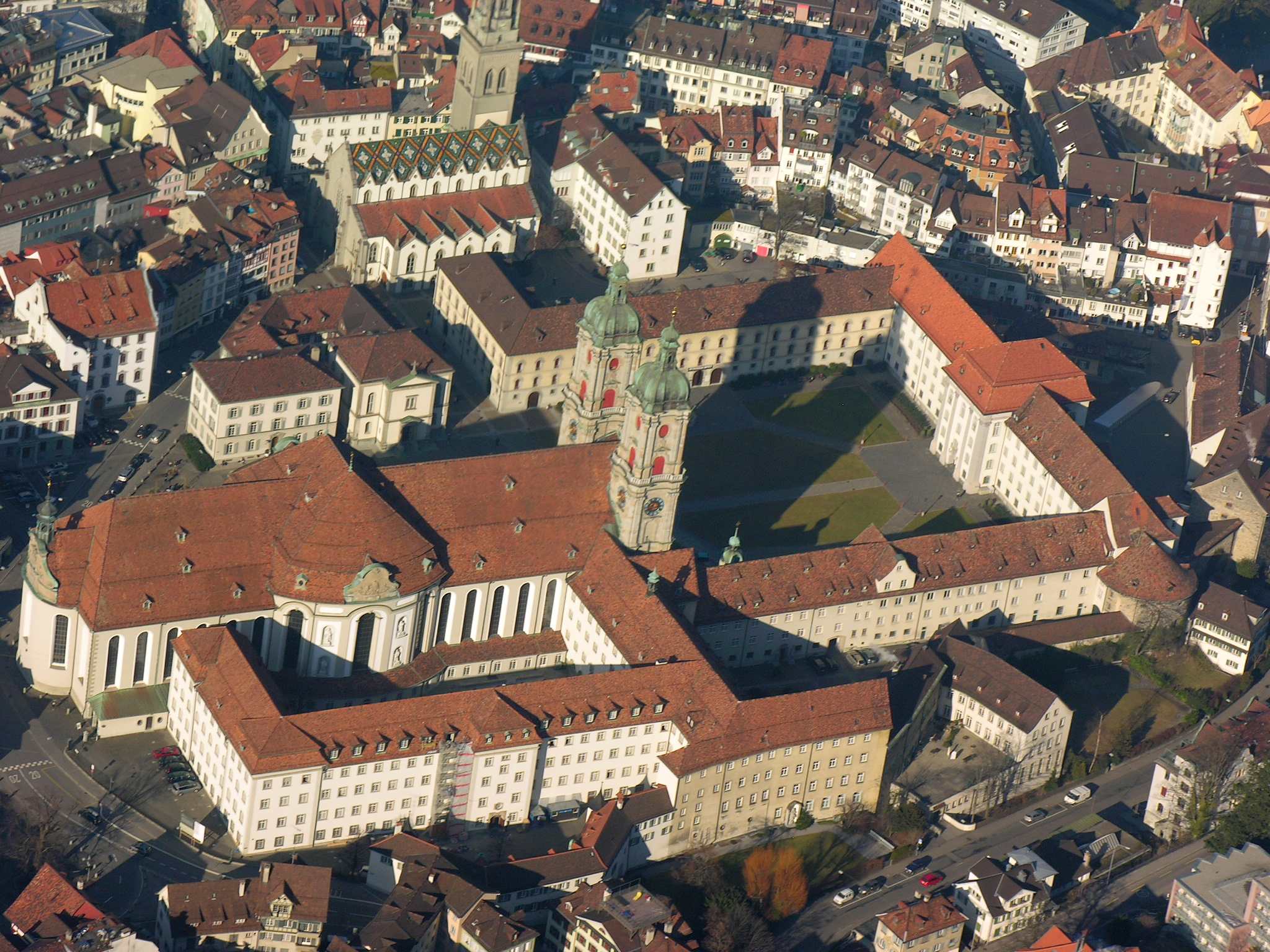
Abbaye de Saint-Gall
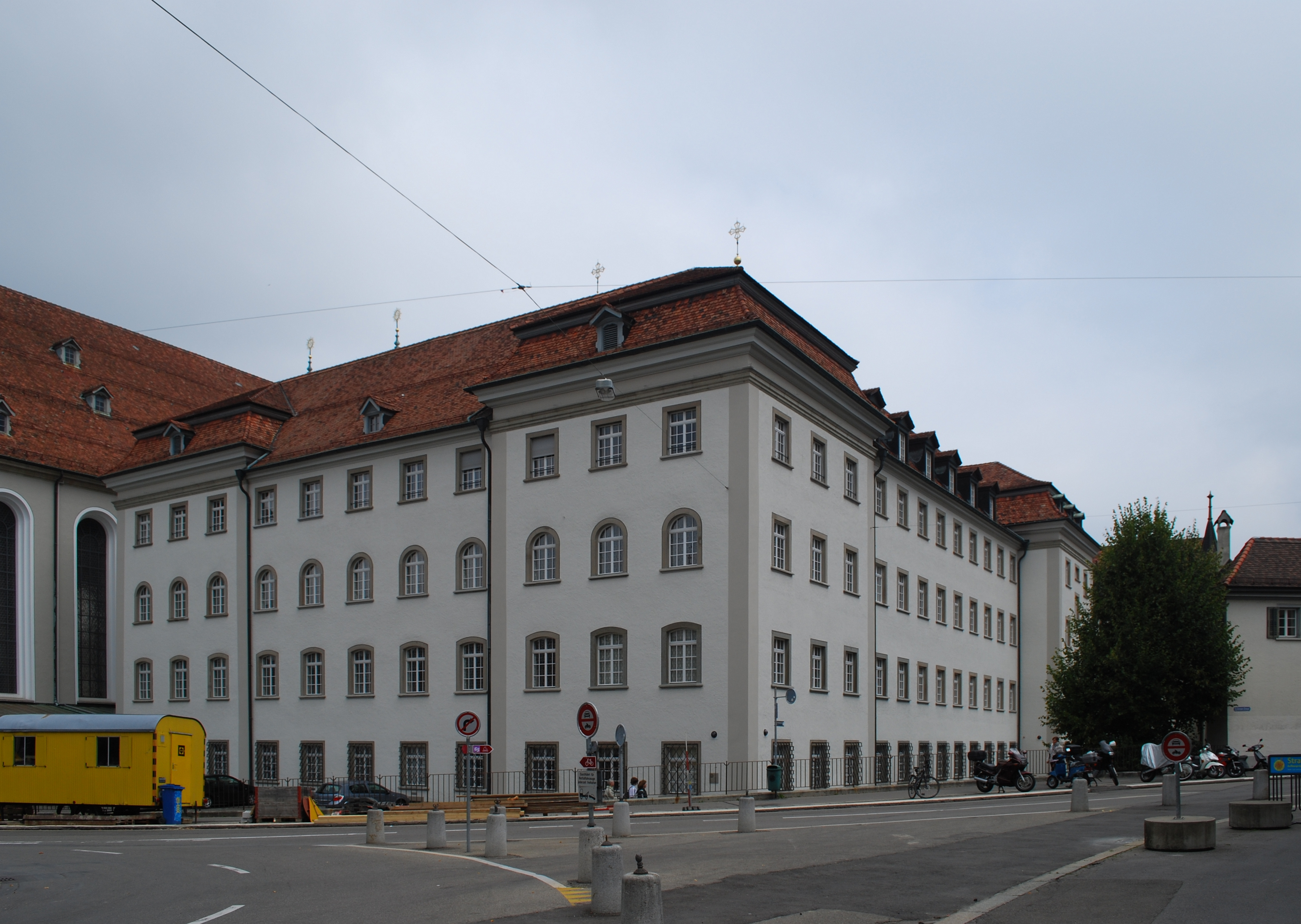
Ier et 2e étages de l'aile extérieur nord-ouest du monastère
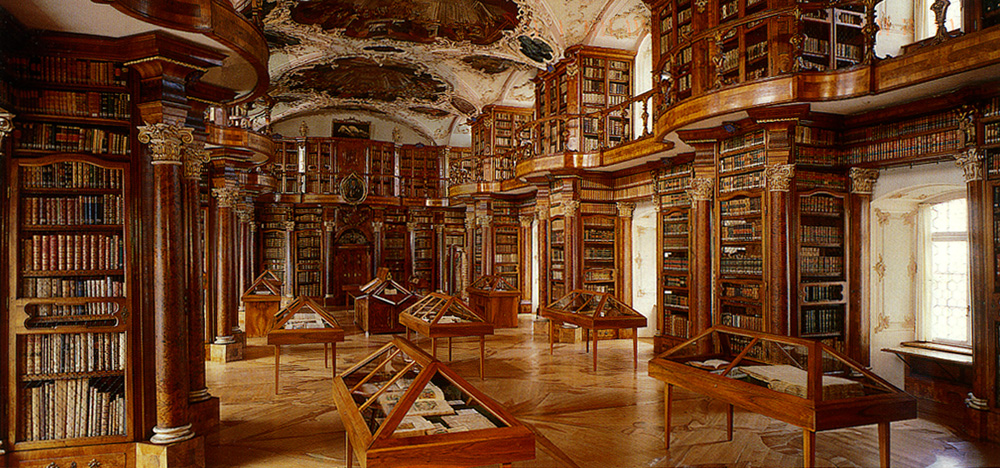
Salle Baroque Rococo de la bibliothèque monastique de Saint Gall

L'actuelle salle de la bibliothèque est entièrement reconstruite entre 1758 et 1767 (environ 1 000 ans après sa fondation) par le prince-abbé du Saint-Empire romain germanique Célestin II Gugger de Staudach (1740-1767) et par l'architecte autrichien Peter Thumb en style Baroque tardif Rococo. L'inscription « Psyches iatreion » (pharmacie de l'âme en grec ancien) est inscrite au-dessus de la porte d'entrée de la bibliothèque.

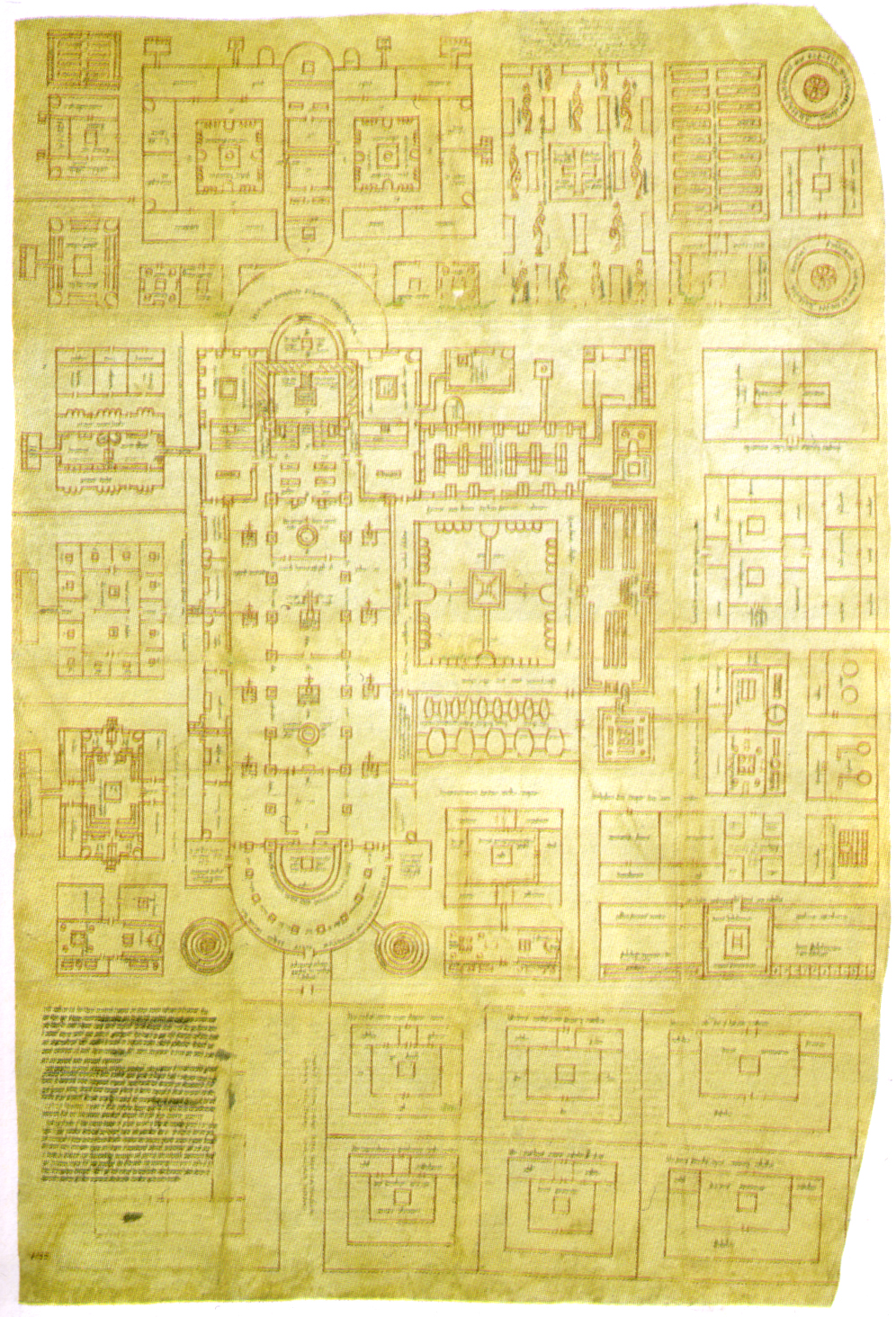
Plan de Saint-Gall du IXe siècle
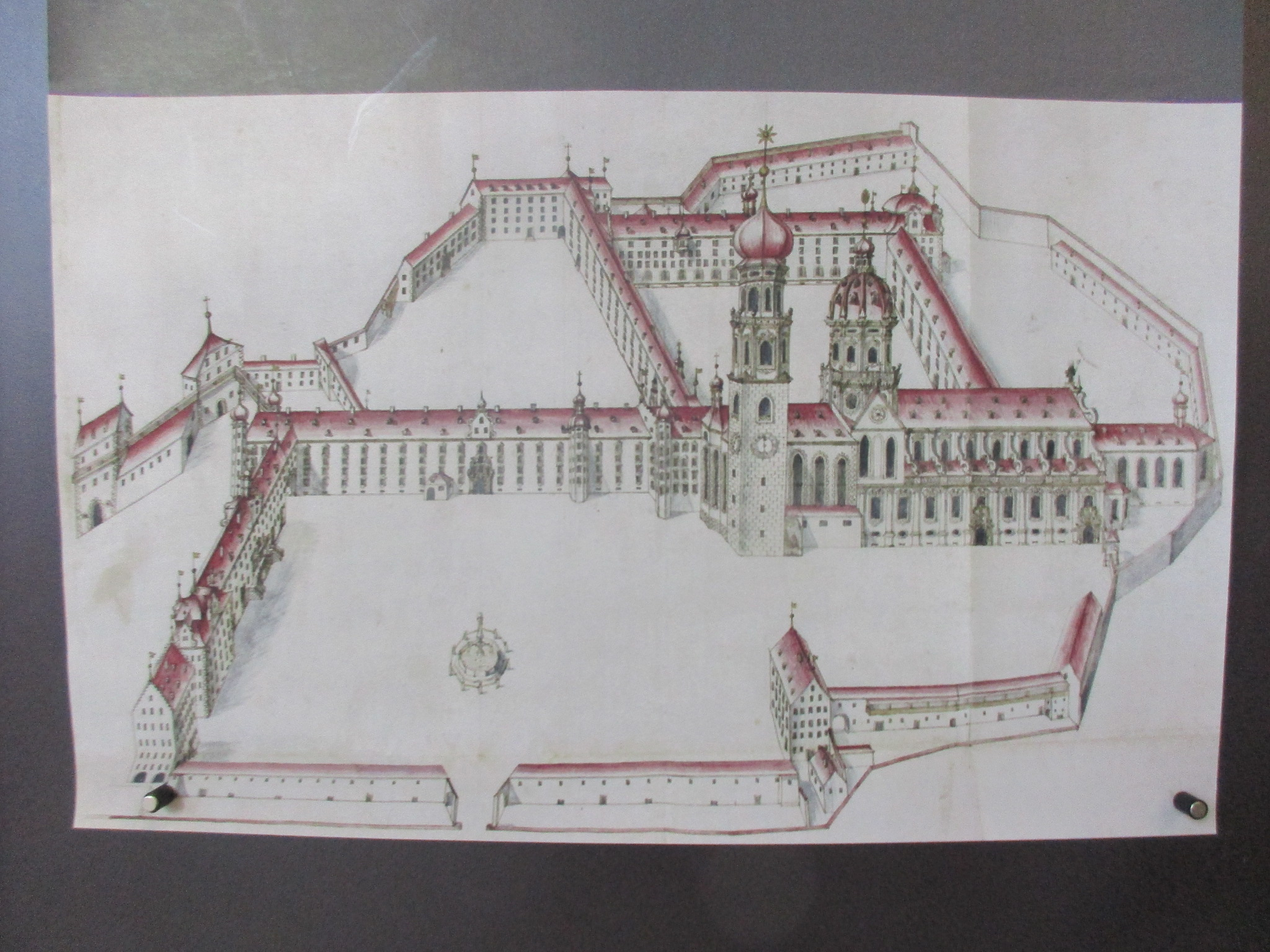
Ancienne abbaye et abbatiale carolingienne
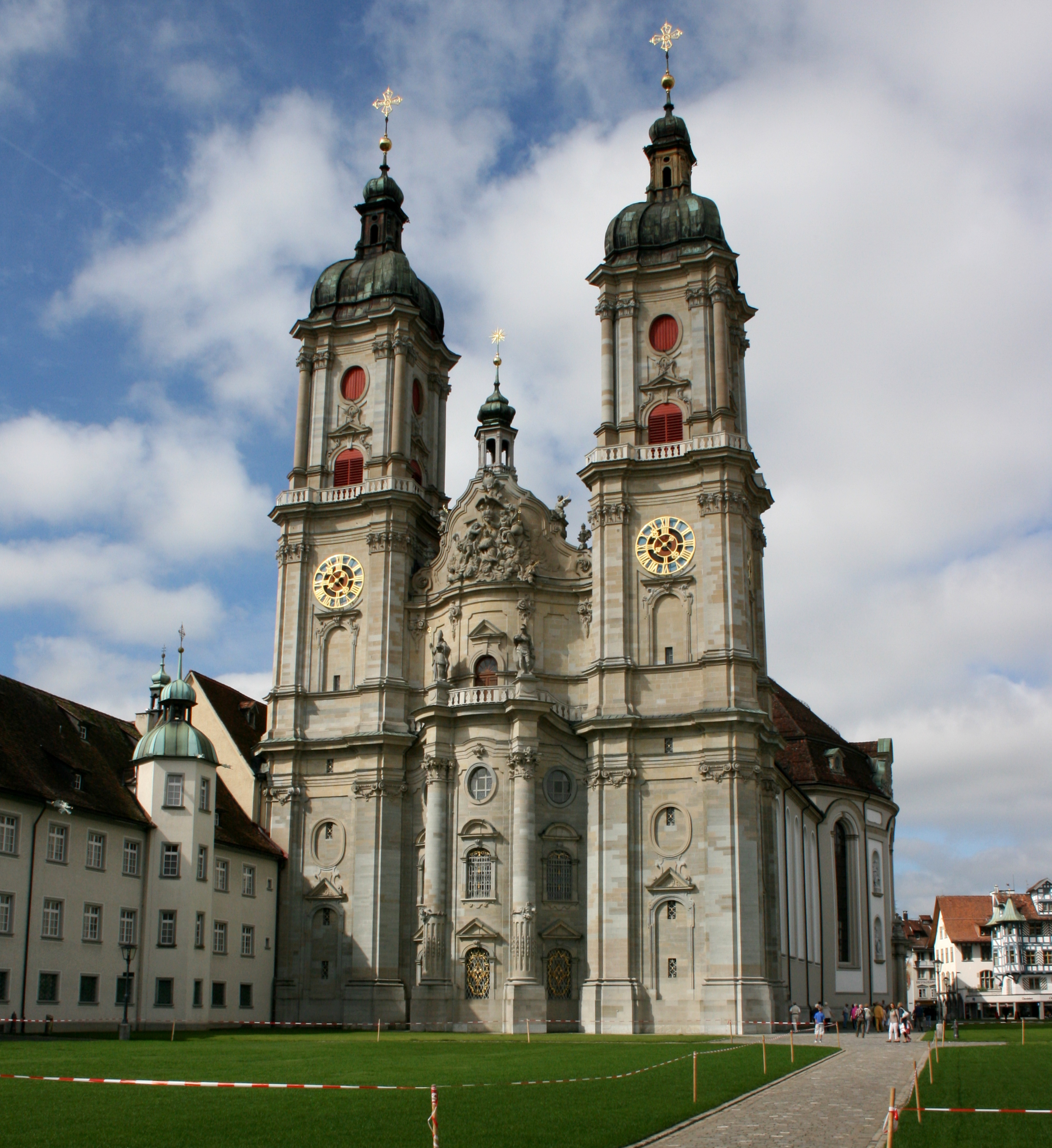
Abbatiale de Saint-Gall
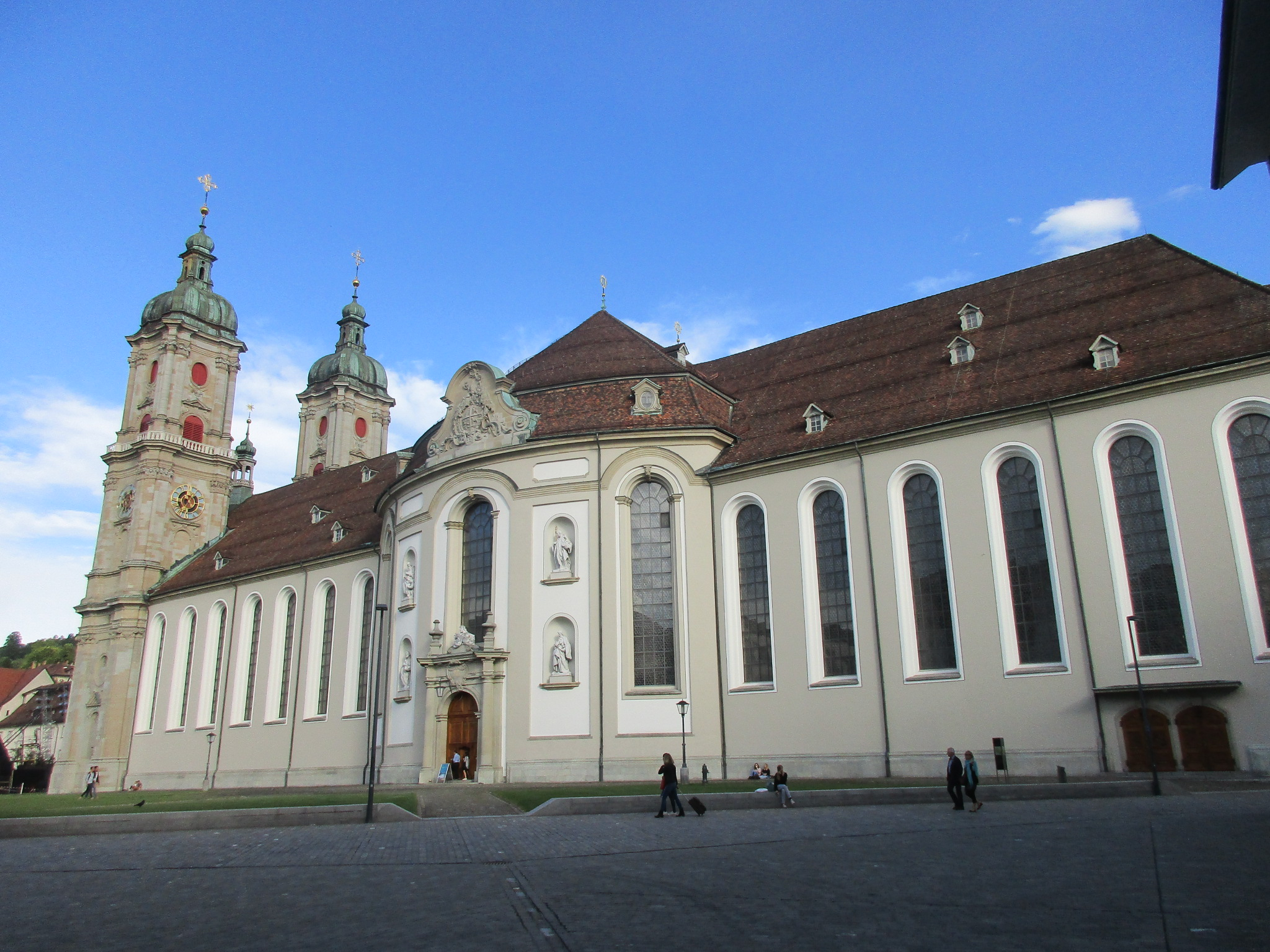
Abbatiale de Saint-Gall

L'abbaye de Saint-Gall, son école et sa bibliothèque, du bord du lac de Constance sur les frontières suisse allemande et suisse autrichienne, sont durant tout le Moyen Âge carolingien, puis féodal, un des centres culturels les plus importants, prestigieux et influents du Saint-Empire romain germanique, de l'Occident chrétien, et de l'Expansion du christianisme au Moyen Âge.
En novembre 2023, Cornel Dora, directeur de la bibliothèque, révèle que la salle où sont conservés les manuscrits n'est plus suffisamment fraîche pour leur conservation.

## Quelques œuvres
La Bibliothèque de l'abbaye de Saint-Gall conserve près de 160 000 ouvrages originaux dont 2 100 manuscrits copiés entre le VIIIe siècle et le XVe siècle, 1 650 incunables, et de nombreux codex, vieux livres de Littérature médiévale, et documents imprimés dont : Antiphonaire de Hartker, Chanson des Nibelungen, Codex Abrogans, Codex Sangallensis 48, Codex Sangallensis 878, Cantatorium de Saint-Gall, Évangéliaire irlandais de Saint-Gall, Neume sangallien, Onciale 0130, Plan de Saint-Gall, Psautier d'or de Saint-Gall...

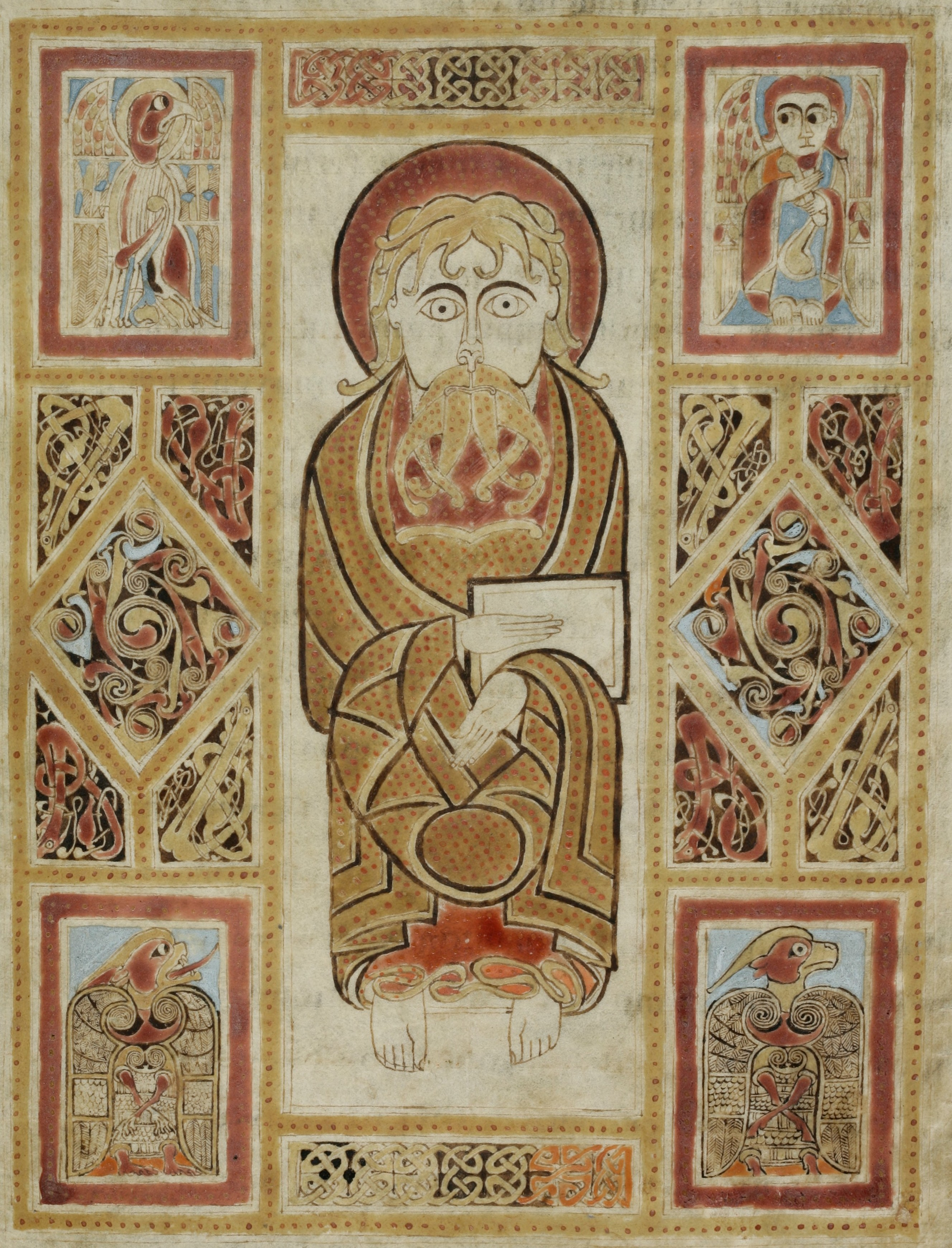
Évangéliaire irlandais de Saint-Gall
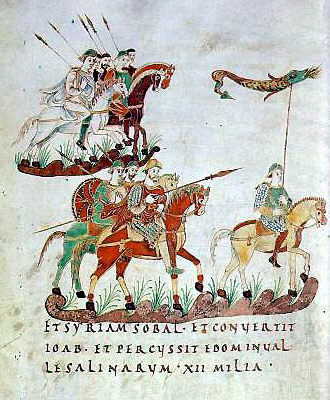
Psautier d'or de Saint-Gall
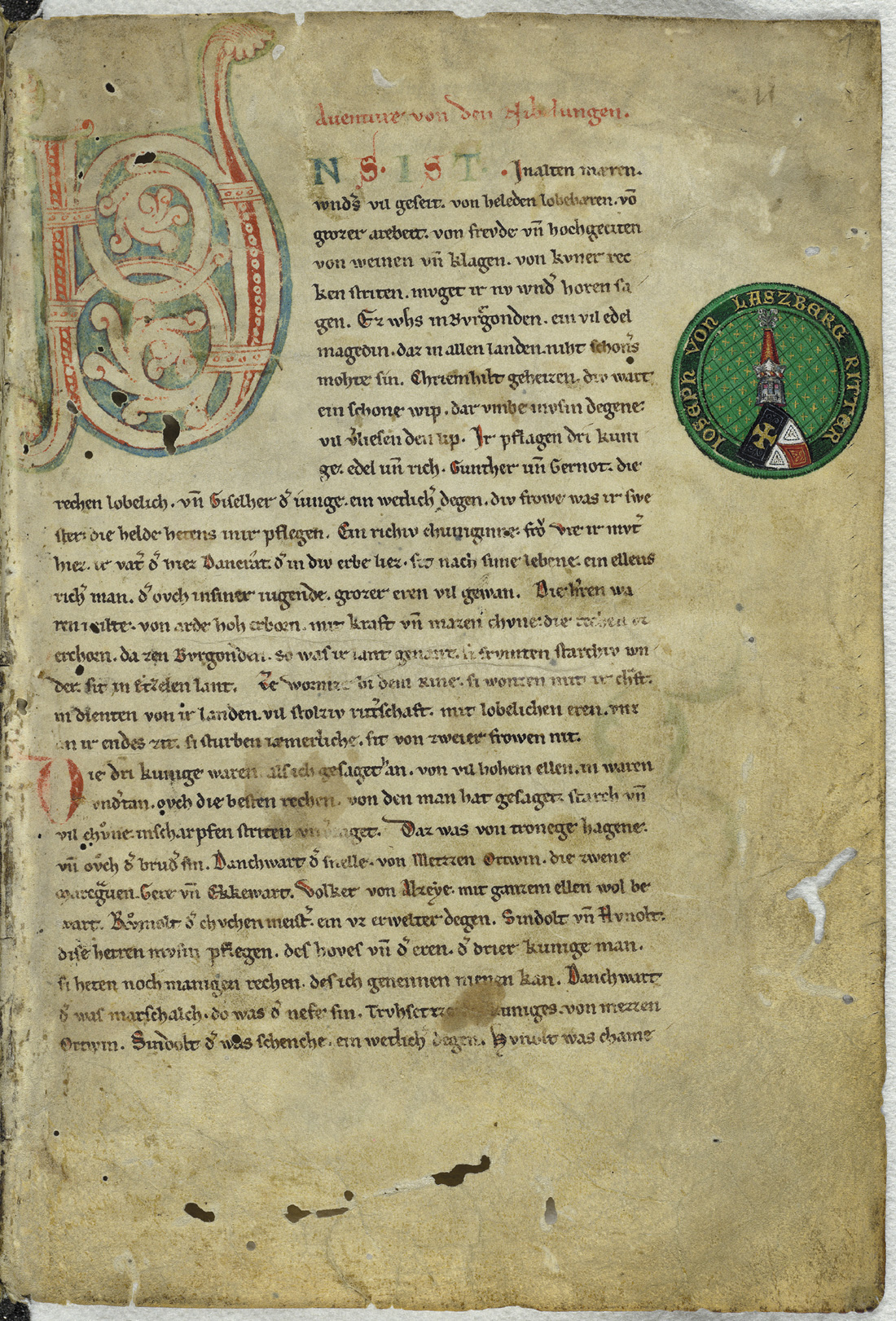
Chanson des Nibelungen
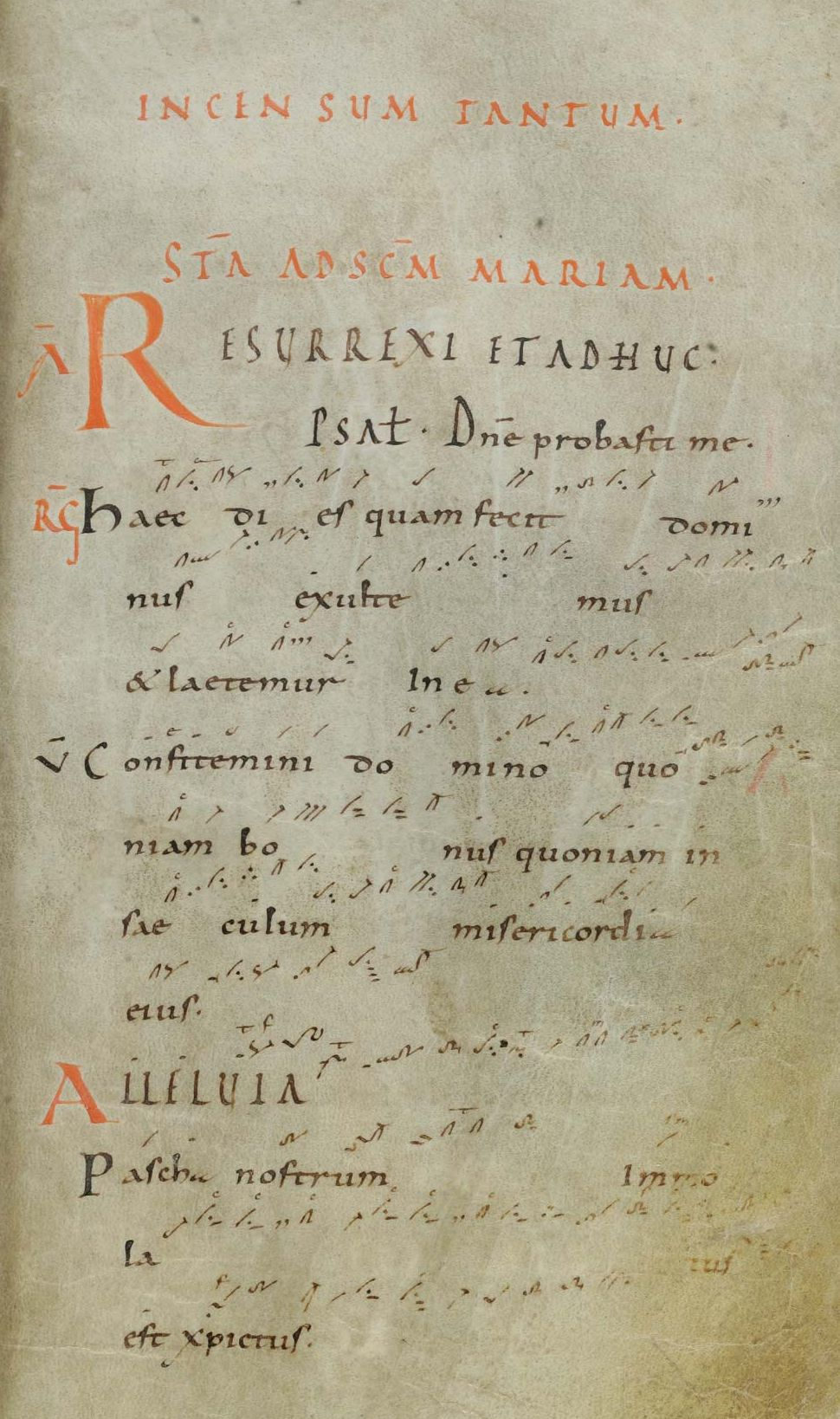
Cantatorium de Saint-Gall
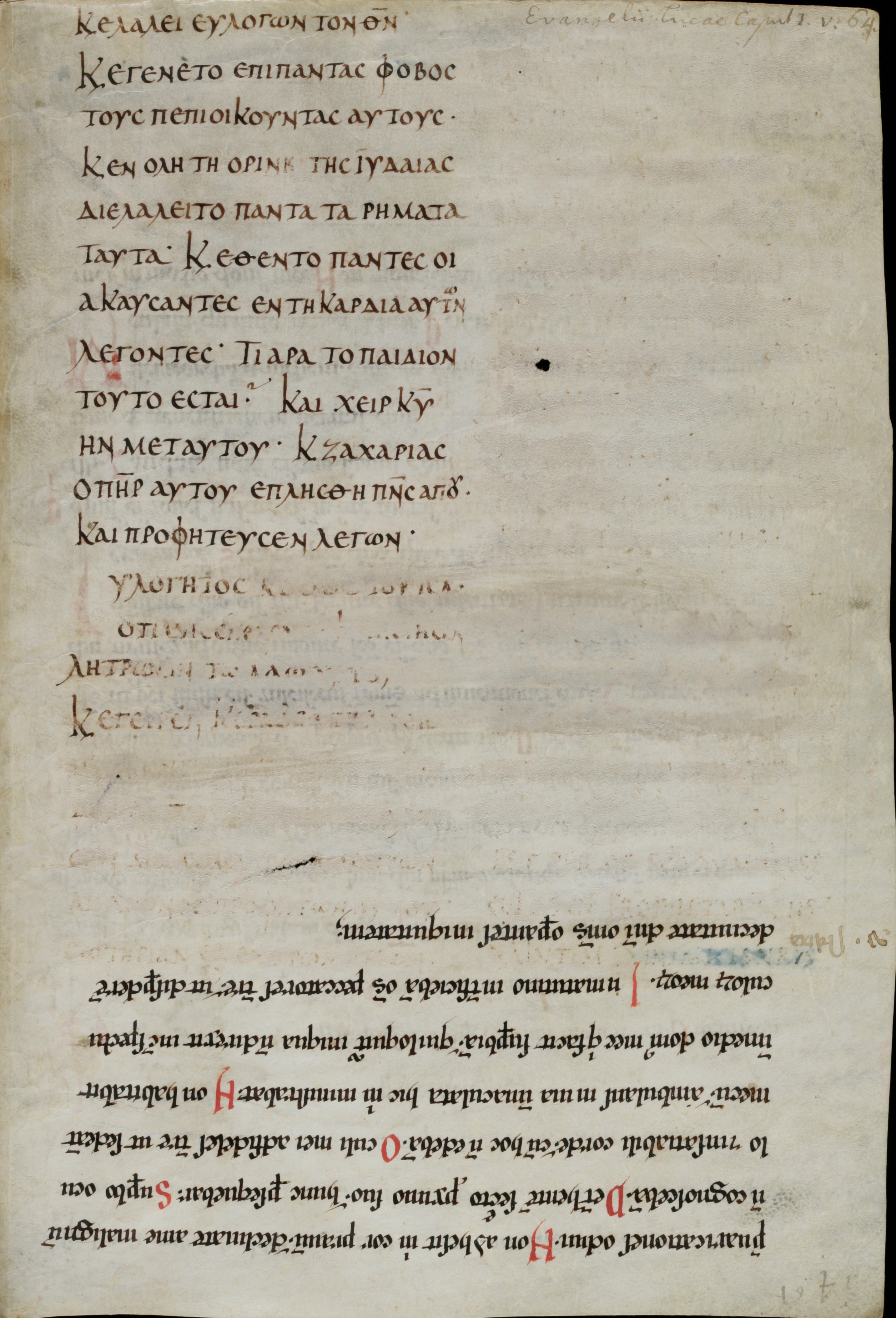
Onciale 0130
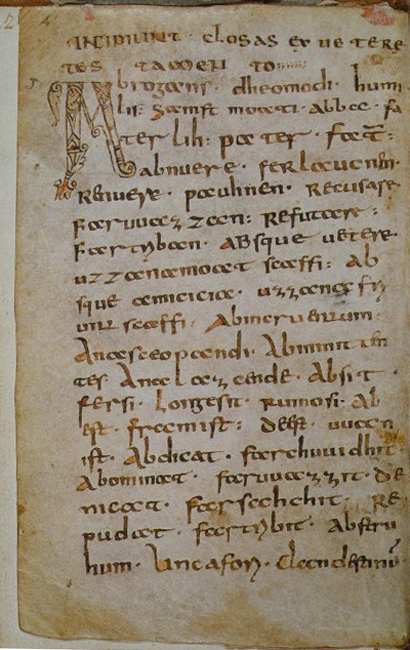
Codex Abrogans
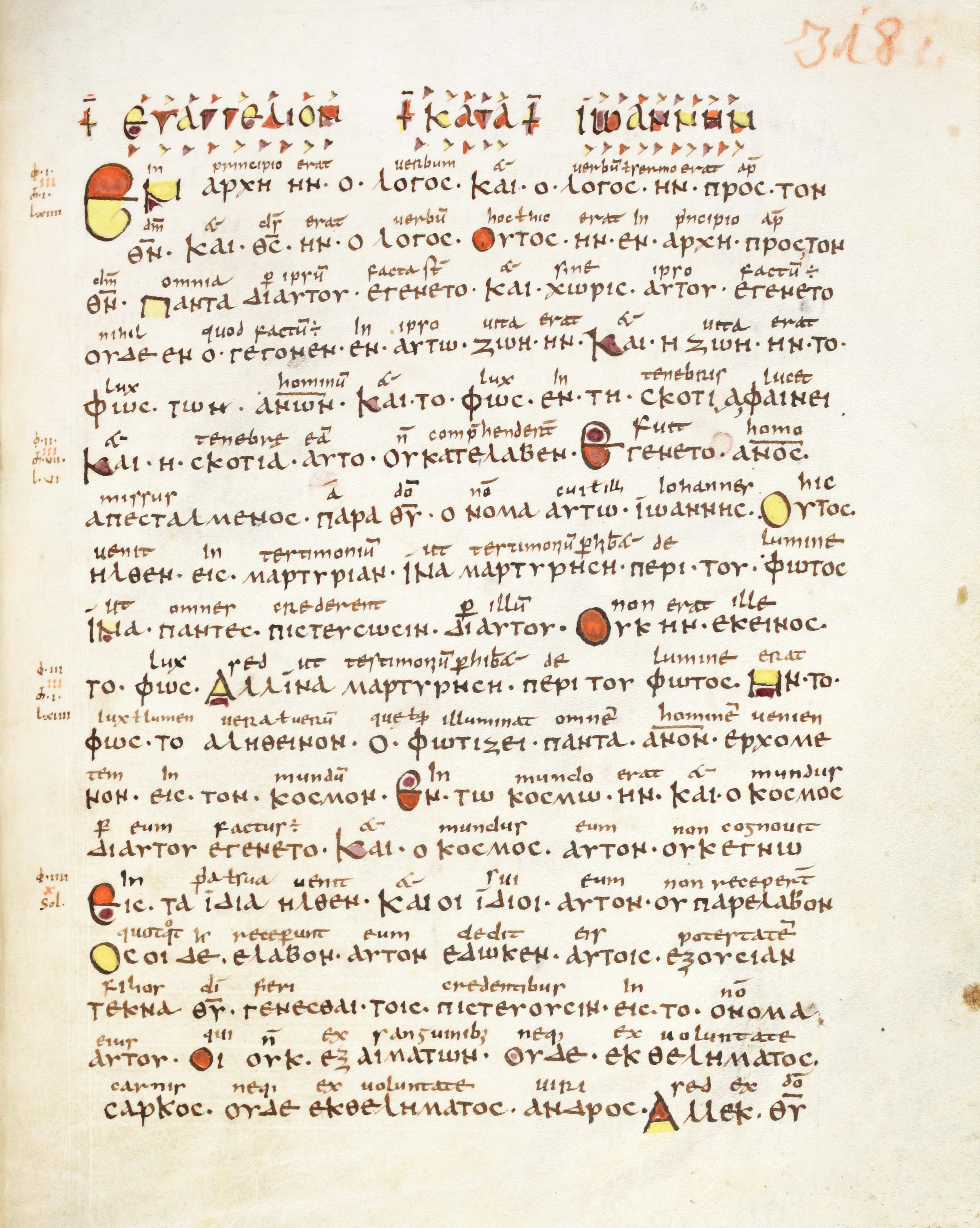
Codex Sangallensis 48
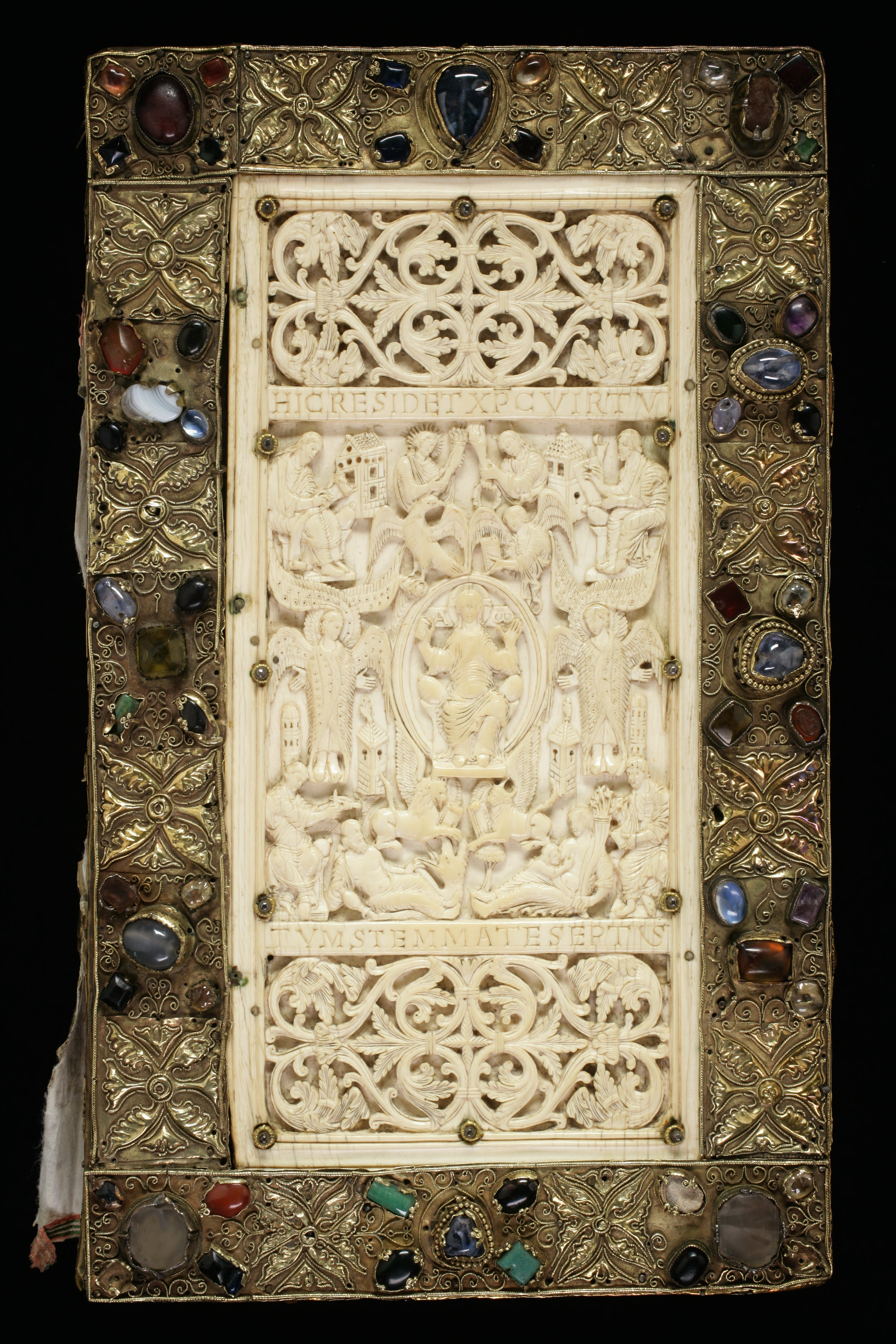
Codex Sangallensis 53
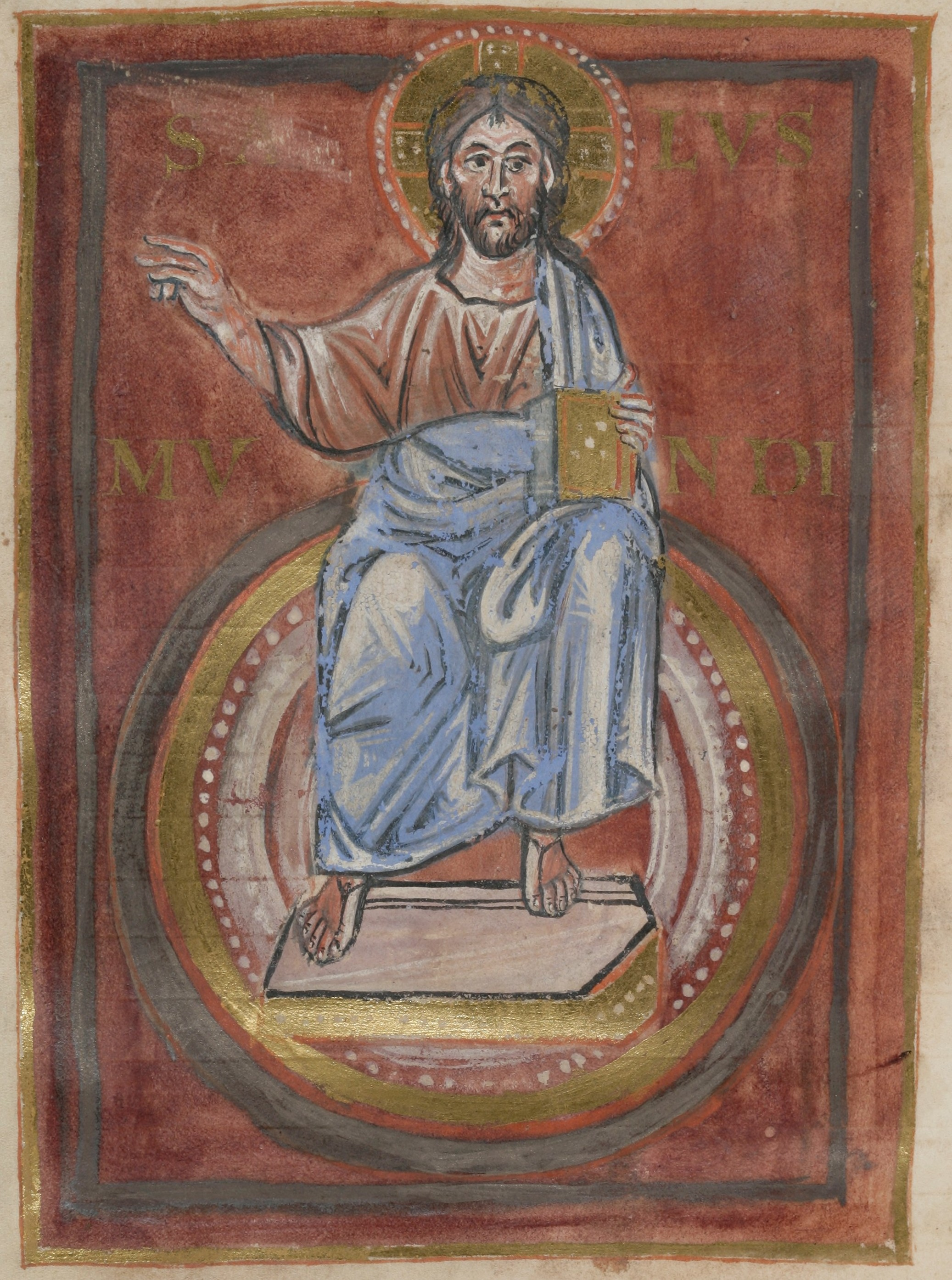
Codex Sangallensis 398
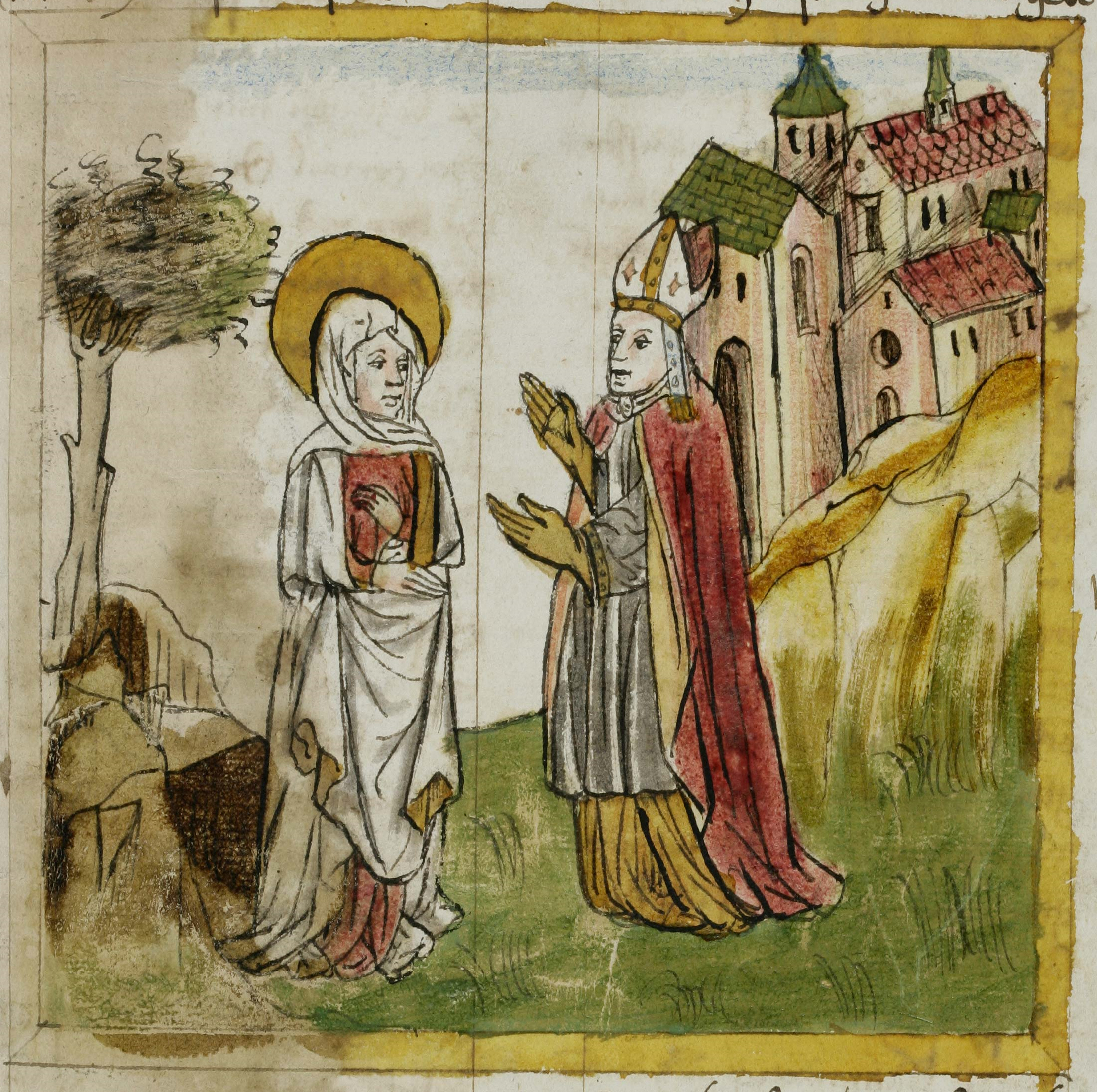
Codex Sangallensis 602
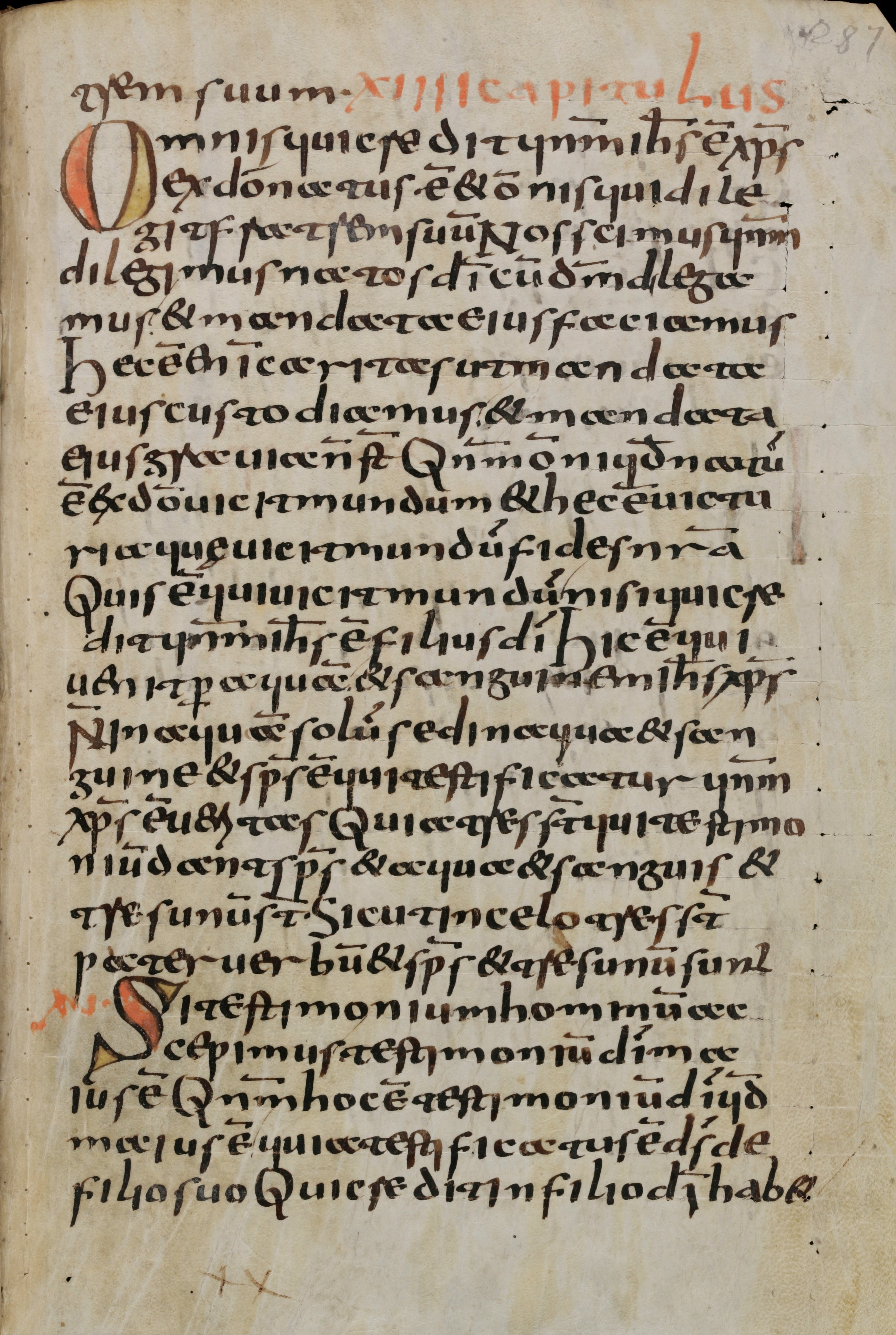
Codex Sangallensis 907

Près de 400 manuscrits sont à ce jour accessibles sous forme de bibliothèque numérique sur internet sur le site « Codices Electronici Sangallenses (CESG) ». Ce dernier étant un projet-pilote de e-codices, plus de 600 manuscrits sont accessibles sur ce site, dans la digne succession du précédent projet.  
La Bibliothèque de l'abbaye de Saint-Gall est d'ailleurs l'un des deux centres de numérisation de e-codices, basé à l'université de Fribourg. 

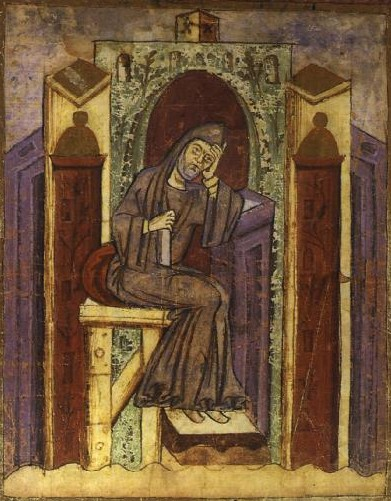
Notker le Bègue (v840-912), professeur et bibliothécaire de Saint Gall (scriptorium de Saint Gall)

## Quelques personnalités de l'abbaye de Saint-Gall
- Saint Gall de Suisse (v550-646), abbé fondateur de Saint Gall vers 612
- Saint Othmar de Saint-Gall (v690-759), second abbé fondateur de Saint Gall vers 720
- Waldo de Reichenau (740-814), abbé de Saint Gall, fondateur de la bibliothèque vers 782
- Grimald de Wissembourg (v800-872), abbé de Saint Gall
- Notker le Bègue (v840-912), musicien, écrivain, poète, professeur, et bibliothécaire de Saint Gall
- Wiborada (-926), religieuse, première femme canonisée par le Vatican
- Notker l'Allemand (v950-1022), premier commentateur actif d'Aristote, traducteur de textes classiques et religieux
- Ekkehard IV (v980-v1057), érudit, chroniqueur, et poète
- Melchior Goldast (1578-1635), jurisconsulte, philologue, historien, linguiste, et bibliophile protestant
- Célestin II Gugger de Staudach (1740-1767), prince-abbé de Saint Gall, reconstruit la bibliothèque en style Baroque Rococo
- Beda Angehrn (1725-1796), professeur et prince-abbé de Saint Gall

## Roman et cinéma
- Le Nom de la rose (roman) d'Umberto Eco en 1980, et Le Nom de la rose (film) de Jean-Jacques Annaud en 1986 sont inspirés entre autres de l'abbaye de Saint-Gall et de sa bibliothèque monastique[5].